# Józef Szkandera
Józef Szkandera (ur. 19 lutego 1901 w Łomnej Dolnej, zm. 1942 w KL Auschwitz) – polski urzędnik skarbowy, działacz społeczny i niepodległościowy na Śląsku, członek władz organizacji podziemnych w czasie II wojny światowej.

## Życiorys
Urodził się 19 lutego 1901 roku w miejscowości Łomna Dolna (obecnie Republika Czeska), w rodzinie Jerzego i Anny z Płaczków. W 1927 roku ożenił się z Martą Kulanek, z którą miał syna Romualda (ur. 1929).
W latach 1917–1921 pracował na Kolei Koszycko-Bogumińskiej. W 1921 roku rozpoczął pracę w Urzędzie Celnym w Istebnej, skąd przeszedł do Urzędu Celnego w Katowicach, a następnie do Dyrekcji Ceł w Mysłowicach. W 1925 ukończył Akademię Handlową w Krakowie. W 1928 roku został przeniesiony do Ministerstwa Skarbu w Warszawie, gdzie do wybuchu II wojny światowej zajmował kolejno stanowiska: referenta, radcy, inspektora i naczelnika wydziału w Departamencie Ceł. Znał języki czeski i niemiecki.
Pełnił funkcję redaktora naczelnego Kalendarza Skarbowców wydawanego przez Stowarzyszenie Skarbowców RP. Współorganizator centralnych zawodów strzeleckich urzędników skarbowych.
We wrześniu 1939 roku współzałożyciel Związku Polski Niepodległej i członek Komendy Głównej tej organizacji, jako szef ds. finansowych (ps. „Długi”, „Czech”) – w kwietniu 1940 roku Związek Polski Niepodległej zmienił nazwę na Kadra Polski Niepodległej – KPN. W czerwcu 1940 roku aresztowany przez Gestapo i przewieziony na Pawiak, jako jeden z 40 członków KPN. 4 sierpnia przetransportowany do obozu koncentracyjnego Auschwitz-Birkenau tzw. pierwszym masowym transportem do Auschwitz. Józef Szkandera trafił tam razem ze współtowarzyszami z KPN: Władysławem Surmackim, Edwardem Kowalskim i Eugeniuszem Tołłoczko. W obozie nadano mu numer 2690. Wraz z Władysławem Surmackim i Witoldem Pileckim, organizował Związek Organizacji Wojskowej (ZOW). 27 sierpnia 1942 roku, w wyniku eksperymentów medycznych, jakim był poddany przez lekarzy obozowych, Józef Szkandera zmarł zarażony wirusem tyfusu plamistego.

## Ordery i odznaczenia
- Złoty Krzyż Zasługi[2]
- Medal Niepodległości (13 września 1933)[9]
- Srebrny Krzyż Zasługi[2]